# 郎木铁角蕨
郎木铁角蕨（学名：Asplenium neovarians）为铁角蕨科铁角蕨属下的一个种。

## 扩展阅读
- 維基物種上的相關：郎木铁角蕨